# 鼎泰豐

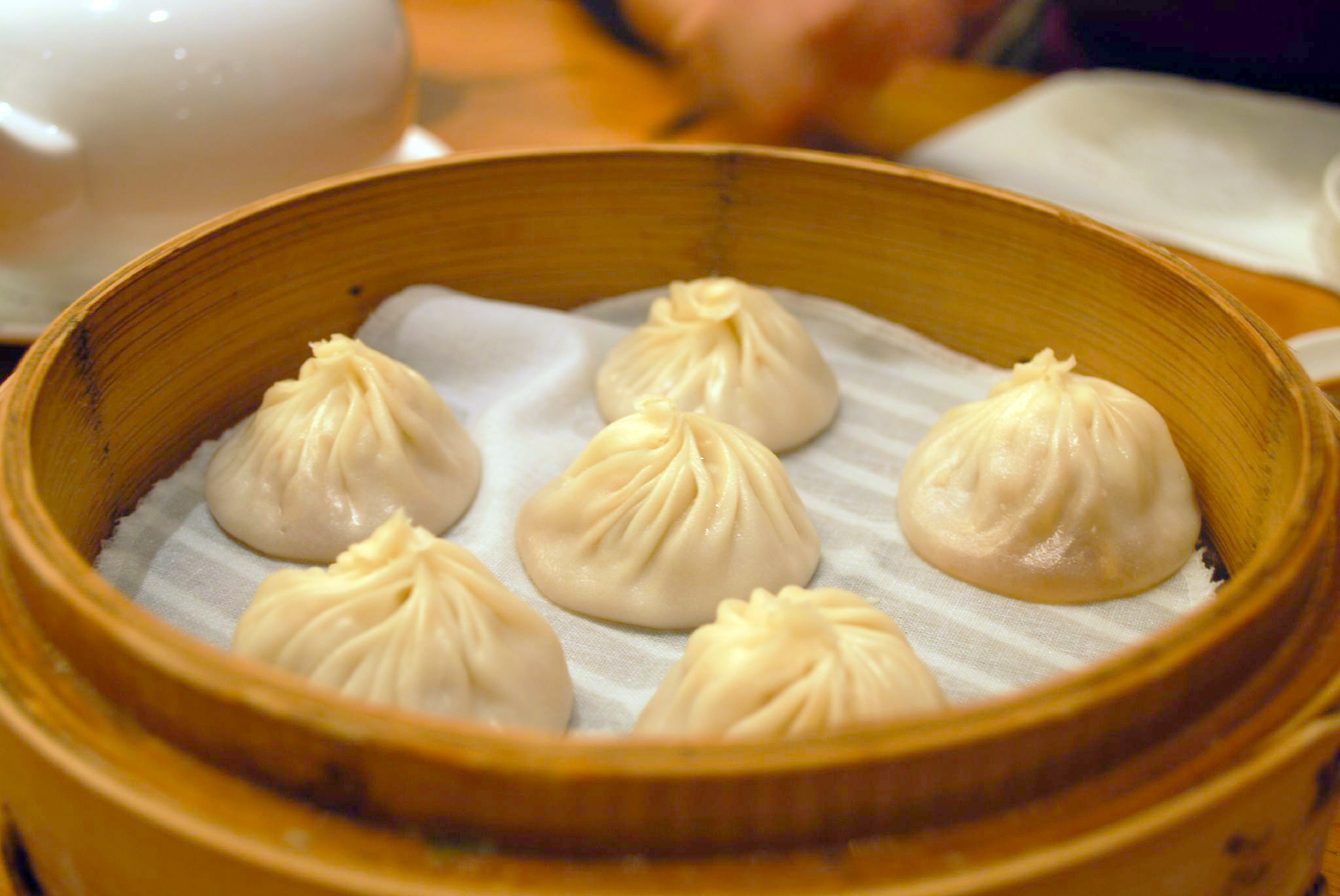
鼎泰豐的小笼包

鼎泰豐（閩南語白話字：Téng-thài-hong; 客語四縣腔：dinˋ tai fungˊ；英語：Din Tai Fung）是臺灣一家以麵食生產銷售為主的連鎖餐廳，以小籠包等上海點心聞名，總店開設於臺北市信義路二段的永康商圈。
1958年成立，最初為油行，1972年轉為餐廳兼賣小籠包。1996年，鼎泰豐日本新宿店開幕，發展為跨國企業。在1993年曾被《紐約時報》評為“世界十大美食餐廳”之一。2010年香港尖沙咀分店獲得米其林一星，是台灣首間獲《米其林指南》列入星級的餐廳。

## 歷史

### 背景

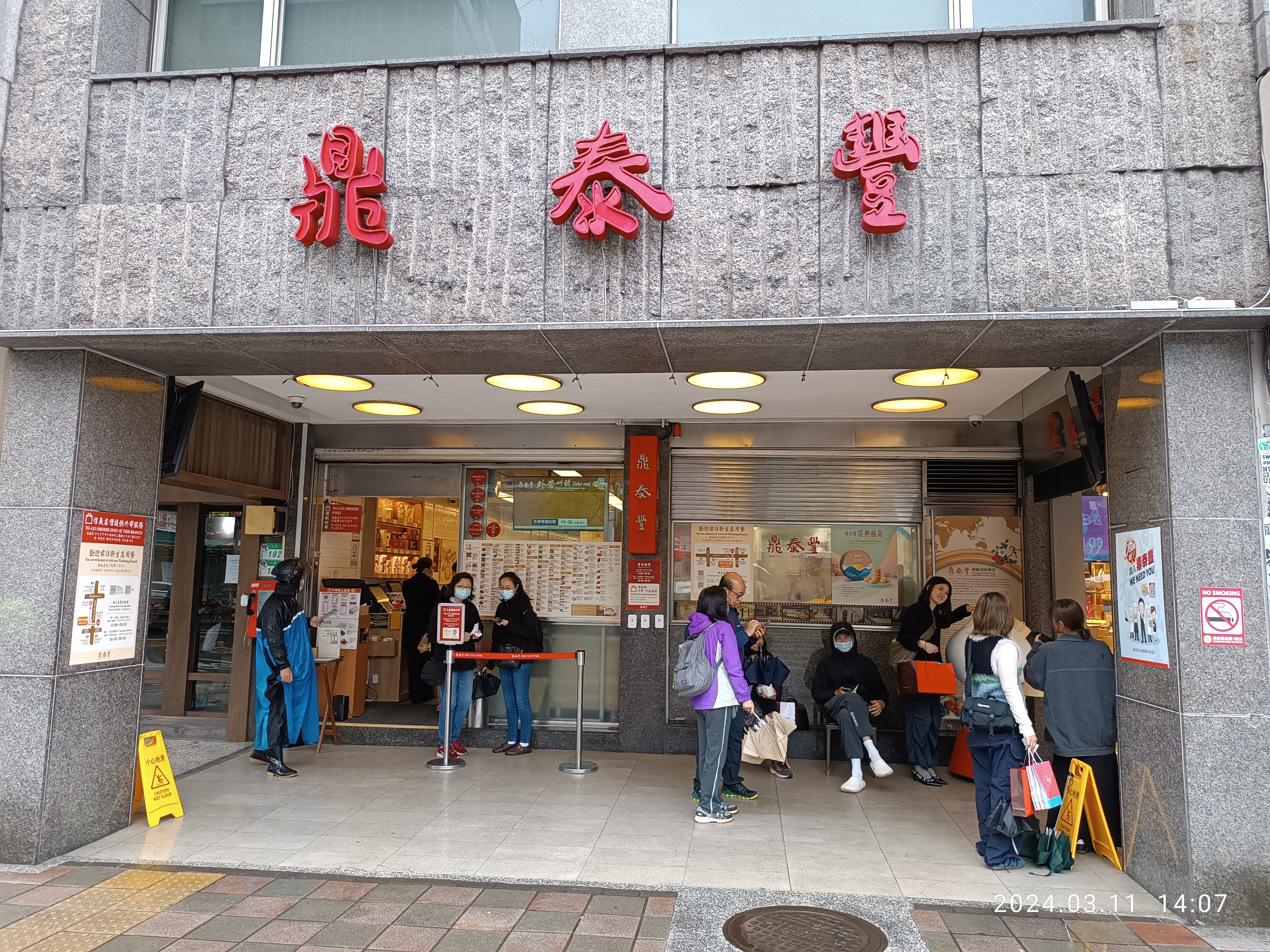
鼎泰豐創始店信義店，原址是鼎泰豐油行，現僅開放外帶點餐

鼎泰豐是由楊秉彝賴盆妹夫妻創立。楊秉彝原籍山西，1948年第二次国共内战时期來到台湾。楊秉彝最初的工作是在食用油零售商「恆泰豐油行」做送货员，并和同事賴盆妹结婚。
1958年恆泰豐因经营不善倒闭。楊秉彝在臺北市東門附近的臨沂街自行創業成立零售食用油的「鼎泰豐油行」，取名自起供应商「鼎美油行」和老东家「恆泰豐油行」。經由其同鄉一名山西籍監察委員的幫忙，楊秉彝為其店面申請到電話號碼，並得到監察院長于右任為招牌題字。1963年，買下台北市信義路店面後，把店面移到現址。

### 創立
因为罐装沙拉油的普及，鼎泰豐生意日漸冷淡，1972年上海餐館復興園老闆唐永昌建議，與廚師魯紀忠合作分租店面販賣小籠包、千層糕上海點心，並從收入中分成。另一半店面原本繼續販賣食用油，隨著餐廳生意越來越好，其妻賴盆妹找來客家廚師羅綸標負責麵點製作，改賣台灣牛肉麵等料理。1974年，魯紀忠決定歇業，楊秉彝頂下所有器材，聘請上海廚師蔡水信，鼎泰豐全面轉型為餐廳。1982年，美食家唐魯孫兩度在《聯合報》發表文章推薦鼎泰豐的小籠包，使得其成為知名餐廳。楊秉彝賴盆妹夫妻與子女皆參與工作，使之成為家族企業。曾經有許多商場希望鼎泰豐前去開設分店，但為避免擴張使餐點品質下降而拒絕。1991年以「鼎泰豐小吃店股份有限公司」名義登記公司。

### 海外擴張

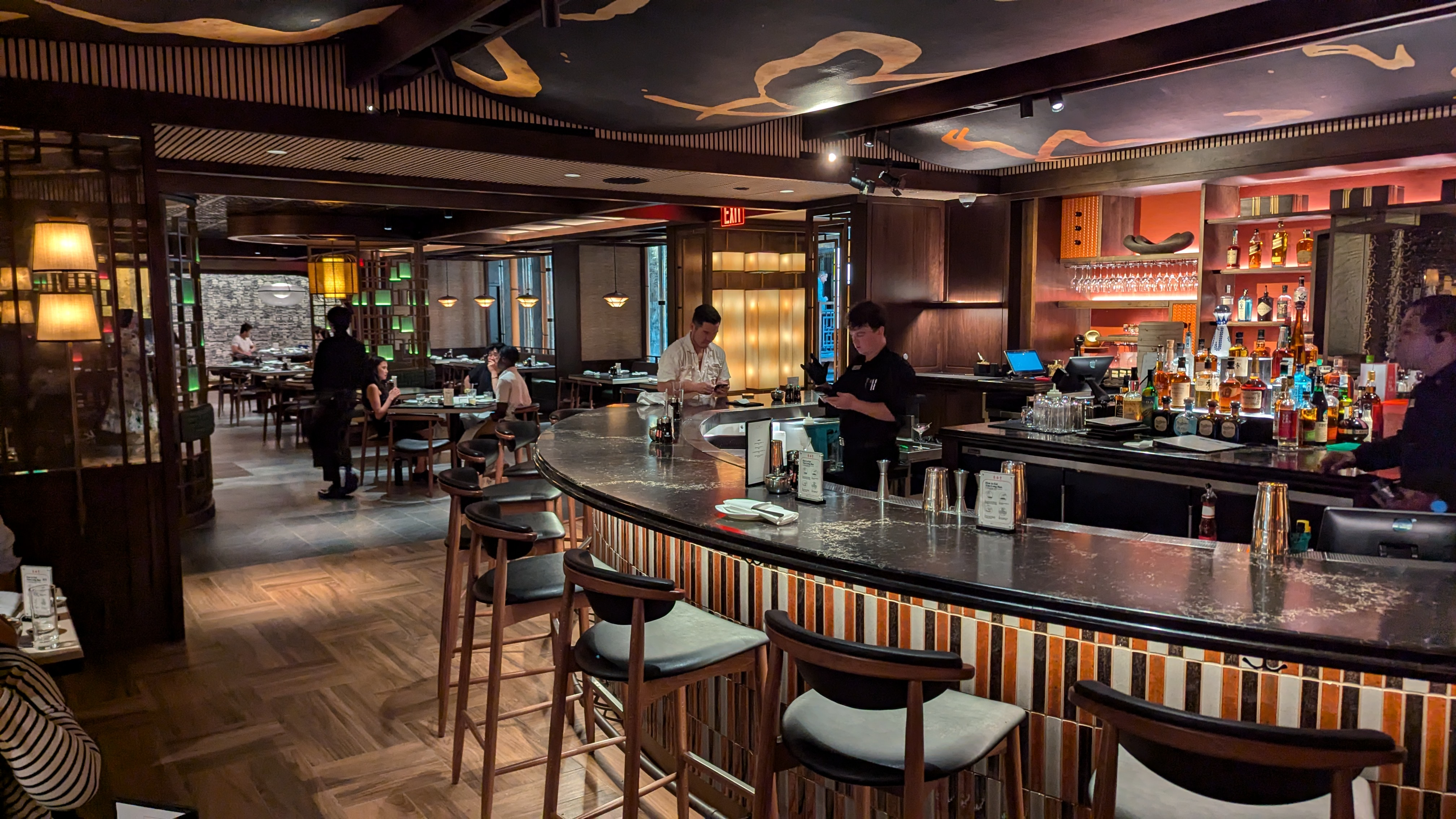
鼎泰豐紐約旗艦店

1995年，楊秉彝與賴盆妹退休後，由其長子楊紀華接手經營。為提升餐飲品質，楊紀華與店中廚師將小籠包製作過程規格化，研發出打摺十八次的工法，稱為黃金十八摺。在獲得日本高島屋百貨邀請後，於1996年在東京新宿高島屋時代廣場開設鼎泰豐第一家分店，在日本引起小籠包熱潮。
2000年時，台聚集團第二代吳亦猛投資一億元，獲得45%股權成為第二大股東。楊紀華以此資金興建中央廚房與展店。在美國、日本、新加坡和英國等國家，建立了167家門市，將鼎泰豐建立為跨國企業。於2001年在上海開了中國的第一家分店，2004年進入北京鼎泰豐在美國、英國皆有良好的政商關係，和主要政黨政治人物友好。。
鼎泰豐重視員工品質與福利，其企業盈收中有56%使用於員工薪資，遠高於其他同類型企業。為了避免公司上市後追求利潤致使餐飲水準下降，鼎泰豐現在仍保持為未上市企業，企業市值於2021年估計至少新台幣120億元 。
預計於2024年10月，鼎泰丰將陸續撤離位於北京、天津等14间華北门市。
2025年3月，鼎泰豐因長期剋扣人工薪酬，所有澳洲分店結業。

## 運作

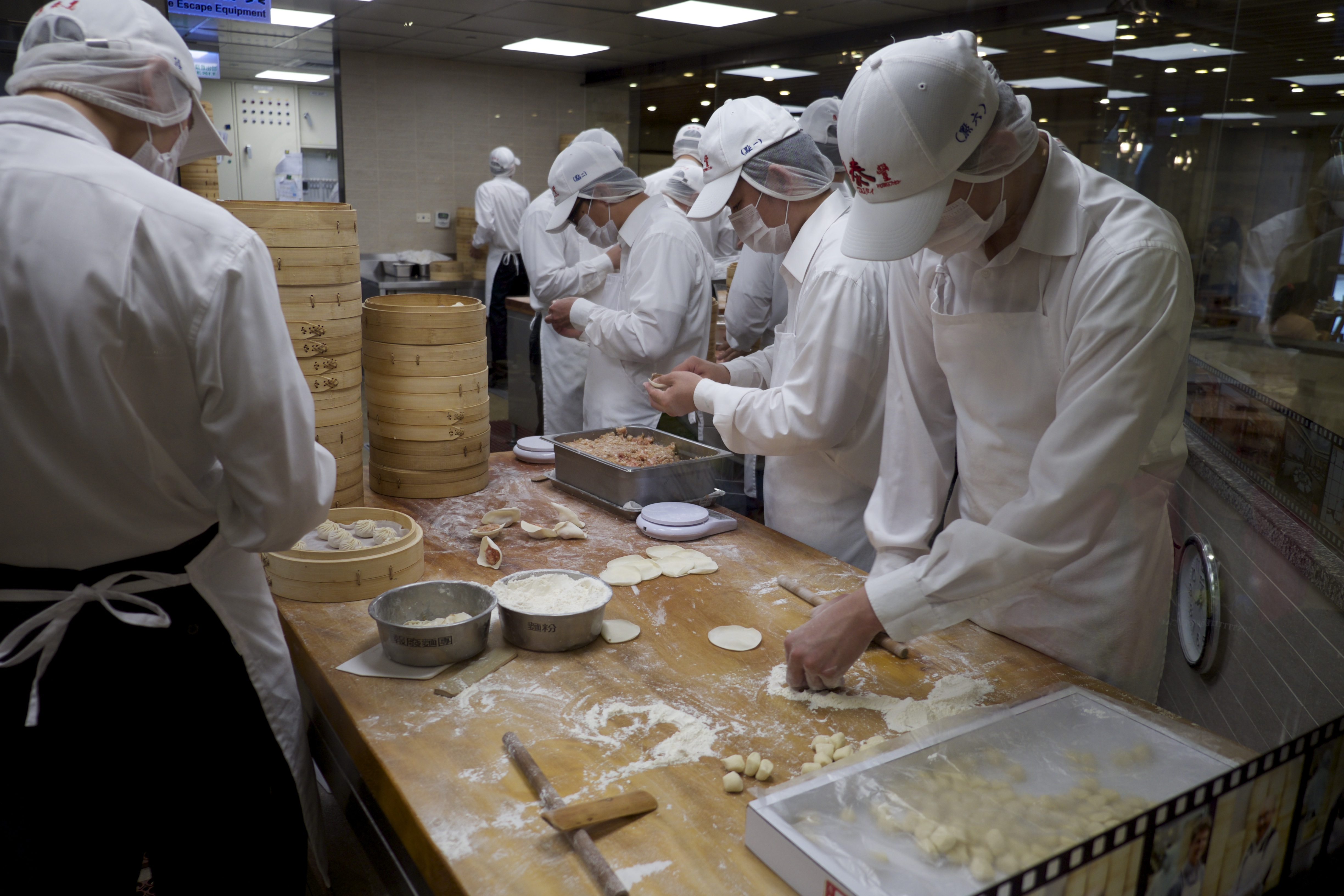
員工於門店廚房現場製做小籠湯包

鼎泰豐在新北市中和建立中央廚房，餃子與燒賣等麵點皆在中央廚房內統一製作和配送。一項產品從原料處理、擀皮、成型、完成，計算出每一個步驟所需要花的時間，對每一個流程做控管，並設有每十五分鐘負責抽查。招牌商品小籠包將在門店現場製作，但小籠包內餡同樣由中央廚房統一製作和配送。

## 流行文化
2009年客家電視台連續劇《十里桂花香》，取材自創辦人楊秉彝與賴盆妹的愛情故事，以及創辦鼎泰豐的過程。
2024年7月31日，美國新聞網站Axios為慶祝鼎泰豐紐約旗艦店開張，仿效《經濟學人》發明的大麥克指數，比較在世界各地9個城市的鼎泰豐用10美元能吃到多少個小籠包，結果與大麥克指數十分相似。在這9個城市當中，以倫敦的物價最貴，只能吃4.4個，發源地臺北的物價則是第二便宜，能吃15.7個，最便宜的是吉隆坡，能吃16.6個。

## 外部連結
- 鼎泰豐 （页面存档备份，存于）（繁體中文）（日語）（英文）
- 鼎泰豐的Facebook專頁
- 台灣公司資料 （页面存档备份，存于）